# Foire Internationale Haute-Savoie Mont-Blanc
La Foire Internationale Haute-Savoie Mont-Blanc (parfois Foire Internationale de la Roche-sur-Foron) est une foire annuelle, organisée depuis 1925, à La Roche-sur-Foron, dans le département de la Haute-Savoie en région Rhône-Alpes. Cette manifestation dure 10 jours durant le printemps. Ce sont environ 100 000 visiteurs qui ont accès à plus de 500 exposants. La 92e édition a été célébrée en 2017.

## Histoire

### Origines de la foire
La ville de La Roche-sur-Foron est, durant la période médiévale, une cité commerçante et agricole dynamique, avec un marché polarisant les campagnes environnantes. Ces foires agricoles étaient réputées et elle possédait deux foires annuelles, dans l'entre-deux-guerres, consacrées aux chevaux,. Ces deux rendez-vous agricoles ont lieu l'un pour le mois de juin et le second au mois d'août. Le géographe Paul Méjean fait l'observation que si les foires dédiées aux chevaux déclinent, du fait que l'on utilise moins le cheval, une nouvelle forme apparait avec des manifestations dédiées à l'automobile. L'importance de ces nouvelles foires, selon le professeur, tient principalement à l'absence de grandes villes dans cette partie des Alpes et surtout d'accès à un choix car il n'y a pas beaucoup de garages représentants les différentes marques ou modèles, d'où l'intérêt d'une foire.
La localisation de La Roche en fait un atout important. Le bourg se trouve au milieu de la vallée de l'Arve, ainsi que sur les principaux axes comme celui permettant de rejoindre Annecy (chef-lieu du département) ou encore ceux rejoignant les villages des vallées du Giffre et du Borne (vers les Aravis),. La Roche est également un carrefour ferroviaire régional important depuis 1890, puisque s'y croisent les lignes entre Annecy (puis au-delà Aix et Chambéry) et Annemasse, débouché naturel de la ville voisine de Genève (Suisse), via La Roche, puis de l'embranchement en direction de Saint-Gervais-les-Bains, puis au-delà de Chamonix.

### De la foire automobile à la foire agricole
En 1925, le maire de l'époque, Jean Nevière, soutenu par le conseil municipal lance le projet de deux nouvelles foires, qui seront mises en place par le syndicat d'initiative, et qui auront lieu au printemps et à l'automne,,. Ces deux foires concerneront « tous genres de véhicules automobiles y compris tracteurs et moteurs industriels ».
La première foire se déroule le week-end du 25 au 26 septembre 1925. La manifestation se déroule au cœur du bourg, sur la place de la République. Or ce même week-end, se déroule la foire de Chambéry. Toutefois, elle connaît un relatif succès avec 200 modèles de voitures exposés et 6 000 visiteurs. La seconde édition se déroule sur trois jours en avril 1926, et le succès doit aussi en partie à l'ajout d'une section dédiée aux machines agricoles. Lors de la 4e foire, qui a lieu en 1927, ce sont 27 000 visiteurs qui font le déplacement.
Face à la concurrence de la Foire de Chambéry à l'automne, il est décidé de n'organiser plus qu'une seule foire annuelle au printemps. Les organisateurs font également le choix d'ajouter une nouvelle section en plus des voitures, des moteurs ou des machines agricoles avec une partie dédiée au lait et ses dérivés (fromages, beurre). En 1928, la cinquième foire rassemble 20 000 visiteurs,. La réussite de l'organisation s'accompagne d'une demande de la part des professionnels d'allonger la durée de l'événement, qui est également suivi de l'agrandissement des structures d'accueil.

### De la foire locale à la foire internationale
La foire de La Roche prend un nouveau virage en 1931 lorsque l'Association Foire de la Haute-Savoie Mont-Blanc créée « l'activité d'organisation de Foires et salons professionnels ». En 1933, les bâtiments de bois qui accueillent la foire sont changés pour des structures métalliques. Raoul Blanchard, dans sa description des Alpes occidentales (1941), indique que l'événement attire plus de 18 000 visiteurs.
La foire s'interrompt pendant la Seconde Guerre mondiale, mais reprend dès 1949. Elle ouvre une nouvelle section dédiée aux machines-outils en lien avec l'activité de décolletage, qui se développe dans la vallée. En 1955, se tient d'ailleurs un Salon international de la machine-outil de décolletage, organisée également par l'Association Foire de la Haute-Savoie Mont-Blanc. Cet événement est devenu une biennale et se tient au mois de février.
Le développement de la foire pousse les organisateurs à chercher un nouvel endroit pour accueillir l'événement. Au début des années 1970, la foire déménage sur le site de Rochexpo. Elle est désormais une foire généraliste.
En 1997, l'Association Foire de la Haute-Savoie Mont-Blanc reçoit le label « Foire internationale ».
En 2006, elle occupe le 15e rang des foires se tenant en France.
Entre 2006 et les années 2010, des tensions naissent entre l’association Foire Haute-Savoie Mont-Blanc et la mairie de La Roche-sur-Foron,. Les deux institutions se disputent les marques associées à la Foire,. La mairie considère que l'association gérant la Foire est une délégation de service public (DSP), cependant, après jugement, le Tribunal de grande instance de Bonneville considère qu'il s'agit d'une convention de droit privé passé entre les deux institutions,. Toutefois, le TGI précise que l’association Foire Haute-Savoie Mont-Blanc ne peut être reconnue comme propriétaire des activités foires et salons,.
En 2013, 86 000 visiteurs ont franchi les portes de la Foire internationale. Trois ans plus tard, le nombre dépasse les 100 000 visiteurs et place l'évènement à la 8e place des foires de France.
Le 18 février 2022, Rochexpo inaugure une nouvelle halle multifonctions et modulable qui comprend un espace de congrès (2000 m² sur 2 étages), une salle plénière de 3000 m² avec gradins amovibles, un espace d'exposition de 2500 m². L'espace total peut atteindre 6500 m² et accueillir des concerts de 3000 personnes. Un parking de 750 places a été construit en contre-bas de la nouvelle halle. Seize mois de travaux ont été nécessaires pour un montant de 20 M€ : 7 millions d’euros investis par la Région, 2,5 millions par la commune rochoise, 3 millions d’euros par le Département et 8 millions d'euros sur les fonds propres de Rochexpo.